# Compsoneura sprucei
Compsoneura sprucei là một loài thực vật có hoa trong họ Myristicaceae. Loài này được (A.DC.) Warb. mô tả khoa học đầu tiên năm 1897.